# Opopanax
Opopanax es género  de plantas herbáceas con dos especies incluidas en la familia Apiaceae. Es originaria de  climas cálidos como Irán, Italia, Grecia, Turquía y Somalia. Comprende 13 especies descritas y de estas, las 3 aceptadas.

## Taxonomía
El género fue descrito por Wilhelm Daniel Joseph Koch y publicado en Nova Acta Physico-medica Academiae Caesareae Leopoldino-Carolinae Naturae Curiosorum Exhibentia Ephemerides sive Observationes Historias et Experimenta 12: 96. 1824. La especie tipo es: Opopanax chironium Koch. 

## Especies
- Opopanax hispidus
- Opopanax opopanax (L.) H. Karst.
- Opopanax persicus